# Episteira africana
Episteira africana är en fjärilsart som beskrevs av Aurivillius 1910. Episteira africana ingår i släktet Episteira och familjen mätare. Inga underarter finns listade i Catalogue of Life.